# Flemming Enevold

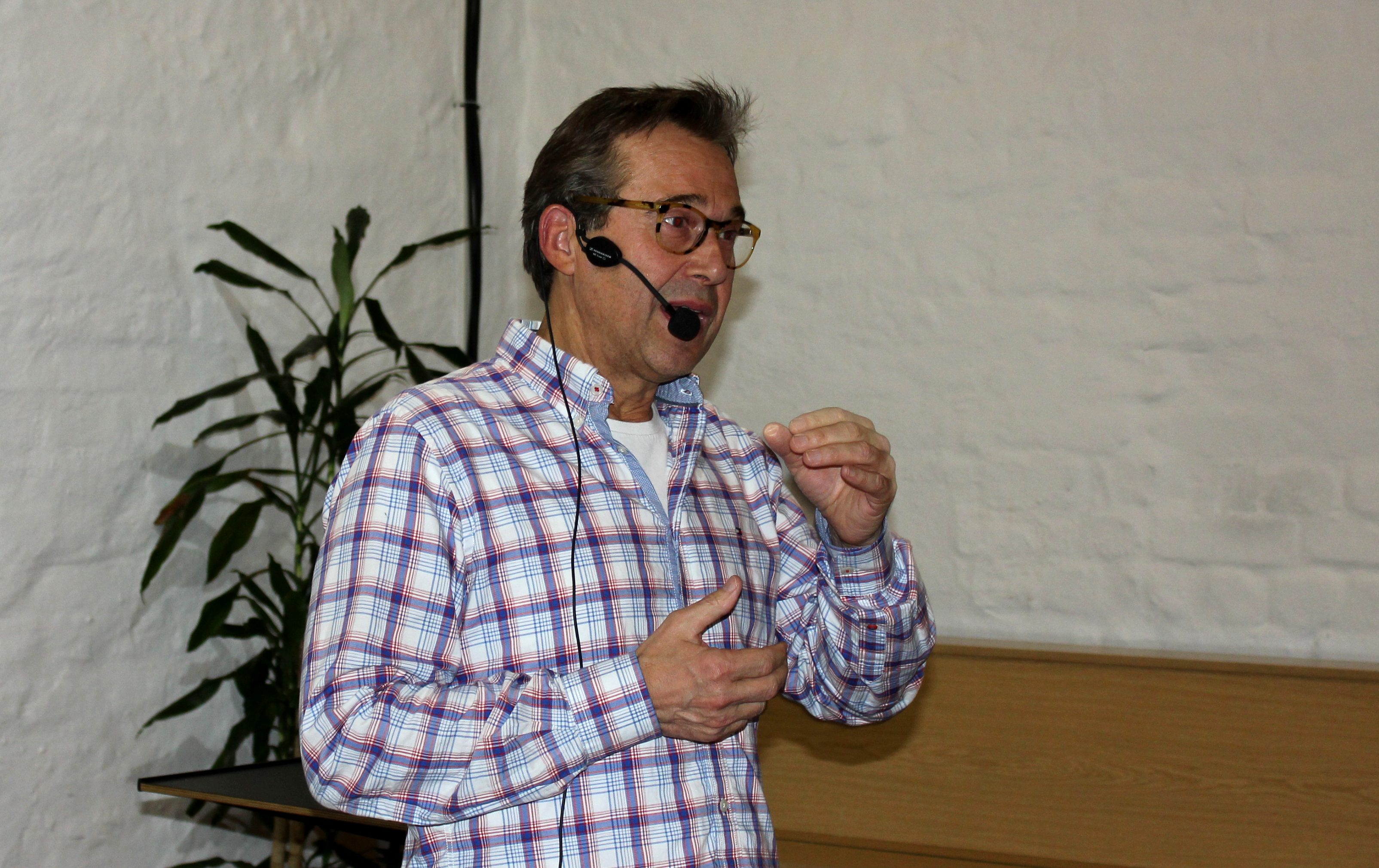
Flemming Enevold (2013)

Flemming Enevold (* 12. Februar 1952 in Glostrup) ist ein dänischer Schauspieler, Theaterregisseur und Theaterleiter.

## Leben
Flemming Enevold wuchs als Sohn des Architekts Eigil Enevold (1908–1998) und der Sekretärin Ruth Helene Lausen (1923–2009) gemeinsam mit mehreren Geschwistern in Glostrup auf.
Nach seinem Abitur begann er im Jahr 1971 zunächst ein Musikstudium, welches er nach zwei Jahren jedoch wieder abbrach. Daraufhin absolvierte er von 1973 bis 1977 eine professionelle Schauspielausbildung an der Staatlichen Theaterhochschule in Kopenhagen. Sein Bühnendebüt als Darsteller hatte er im Jahr 1976 am Königlichen Theater Kopenhagen, wo er anschließend bis zum Jahr 1987 als festes Ensemblemitglied engagiert war. Als Bühnendarsteller wirkte er in zahlreichen Theaterstücken wie Don Juan oder Die Liebe zur Geometrie, Othello, Elverhøj oder in Ein Sommernachtstraum, in Musicals wie Kiss Me, Kate, Das Phantom der Oper und Die Olsenbande und das russische Juwel oder in Operetten wie Virginia. Er stand unter anderem auch am Betty-Nansen-Theater, am Nørrebro-Theater, am Det Ny-Theater, am Østre Gasværk-Theater, am Aalborg-Theater oder am Aarhus Teater auf der Bühne, wo er von 1987 bis 1992 als festes Ensemblemitglied engagiert war. Von 1992 bis 2006 war Enevold der Direktor des inzwischen nicht mehr existierenden Gladsaxe-Theaters.
Seit dem Jahr 1976 hat Enevold als Schauspieler vor der Kamera in bislang mehr als 30 Film-und-Fernsehproduktionen mitgewirkt. Während er zu Beginn seiner Karriere noch oftmals in einer Nebenrolle besetzt wurde, konnte er sich später in Hauptrollen als Charakterdarsteller beweisen. Für sein filmisches Schaffen wurde er mehrmals ausgezeichnet, darunter im Jahr 1997 mit dem Dannebrogorden und im Jahr 2001 als Bester Hauptdarsteller mit dem Reumert-Theaterpreis. Enevold ist auch als Synchronsprecher für Zeichentrickfilme aktiv, wie beispielsweise für Dumbo.
Ab dem Jahr 2006 war Enevold einige Jahre lang als Vorsitzender des Ausschusses für darstellende Künste im dänischen Kulturministerium tätig. Er ist zudem seit vielen Jahren ein Mitglied im dänischen Schauspielverband und im Staatlichen Theaterrat.

## Privates
Flemming Enevold ist seit 1982 mit der aus Deutschland stammenden ehemaligen Schauspielerin und heute als Tanzlehrerin tätigen Linda Hindberg (* 1955) verheiratet, die er im Jahr 1977 kennengelernt hatte. Das Ehepaar hat drei Töchter und lebt in Kopenhagen.
Anfang der 2000er-Jahre gab Enevold öffentlich bekannt, dass bei ihm im 20. Lebensjahr eine Bipolare Störung festgestellt wurde. In seiner Kindheit litt er laut eigener Aussage am sogenannten Zappelphilipp-Syndrom.

## Filmografie (Auswahl)
- 1976: Barselstuen
- 1977: Jean de France
- 1979: Gengangere
- 1985: Engel in Sachen Liebe
- 1991: Mathias
- 2000: Edderkoppen (Fernsehserie)
- 2002–2003: Nikolaj und Julie (Fernsehserie)
- 2004: Skjulte spor (Fernsehserie)
- 2007: Bedingungslos
- 2008: Tage des Zorns
- 2009: Headhunter
- 2009: Kommissarin Lund – Das Verbrechen (Fernsehserie, 10 Folgen)
- 2011: IDA – Identität anonym
- 2014: Kartellet
- 2016: Dicte (Fernsehserie, 7 Folgen)
- 2017: Aminas Briefe
- 2017–2019: Countdown Copenhagen (Fernsehserie, 13 Folgen)
- 2018: Die Wege des Herrn (Fernsehserie, 2 Folgen)
- 2020: Wenn die Stille einkehrt (Fernsehserie, 8 Folgen)
- 2025: Die Affäre Cum-Ex (Fernsehreihe)